# Francesca Annis
Francesca Annis (ur. 14 maja 1945 w Kensington w Londynie) – brytyjska aktorka teatralna, filmowa i telewizyjna.

## Życiorys

### Wczesne lata
Urodziła się w Kensington jako jedyna córka Lestera Williama Anthony’ego Annisa (1914–2001) i brazylijsko-francuskiej aktorki Mariquity (Mary) Purcell (1913–2009). Wychowywała się z dwoma braćmi – Quentinem i Tonym. Kształciła się w szkole klasztornej, a we wczesnych latach uczęszczała do szkoły baletowej w stylu rosyjskim przy Corona Stage Academy. Swoją karierę tancerki i aktorki rozpoczęła pod koniec lat 50.

### Kariera
Kiedy powierzono jej rolę Eiras, pomocnicy legendarnej królowej Egiptu w widowiskowym filmie hollywoodzkim Kleopatra (1963), miała 19 lat i zagrała już w ponad pięciu filmach. Była także prezenterką dziecięcych programów telewizyjnych. Występowała w teatrze w spektaklach szekspirowskich; Romeo i Julia (1965) przy Richmond Rep zaistniała jako Julia, a na scenie Broadwayu pojawiła się z kolei w roli Ofelii w przedstawieniu Hamlet (1969). Wcielając się w kinową kreację szekspirowską Lady Makbet wystąpiła nago w scenie lunatycznego monologu w filmie Romana Polańskiego Makbet (Macbeth, 1971). W latach 1975–1978 odnosiła sukcesy sceniczne z Royal Shakespeare Company. Była jedną z bohaterek filmów fantasy – Krull (1983) w roli wdowy sieci i Diuna (1984) Davida Lyncha jako lady Jessica.
W obsypanym antynagrodami Złotej Maliny melodramacie muzycznym Zakazana miłość (Under the Cherry Moon, 1986) z główną rolą piosenkarza Prince’a, była panią Wellington. Na srebrnym ekranie zagrała postać Lily Amberville, tancerki i niewiernej żony magnata prasowego w miniserialu CBS Tylko Manhattan (I'll Take Manhattan, 1987), wystąpiła w roli Jacqueline Kennedy w telefilmie ABC Onassis – najbogatszy człowiek świata (Onassis: The Richest Man in the World, 1988), pojawiła się w serialu BBC Żony i córki (Wives and Daughters, 1999).

### Życie prywatne
W 1976 roku związała się z fotografem Patrickiem Wisemanem, z którym wychowywała troje dzieci: syna Andreasa oraz dwie córki - Charlotte i Taran. W 1994 roku podczas realizacji spektaklu Hamlet, gdzie zagrała Gertrude, poznała Ralpha Fiennesa jako Hamleta. Fiennes porzucił dla niej swoją młodszą żonę Alex Kingston. Jednak po 11 latach ich nieformalnego związku, od 7 lutego 2006 roku zostali w separacji.

## Filmografia

### Filmy pełnometrażowe
- 1958: The Cat Gang jako Sylvia
- 1959: Nauczycielu do dzieła (Carry On Teacher) jako Uczennica
- 1959: Young Jacobites
- 1960: No Kidding
- 1961: His and Hers jako Wanda
- 1963: West 11 jako Phyl
- 1963: Kleopatra (Cleopatra) jako Eiras
- 1964: Crooks in Cloisters jako June
- 1964: Mój przyjaciel delfin 2 (Flipper's New Adventure) jako Gwen Hopewell
- 1964: Morderstwo najgorszego sortu (Murder Most Foul) jako Sheila Upward
- 1964: Oczy Annie Jones (The Eyes of Annie Jones) jako Annie Jones
- 1964: Saturday Night Out jako Jean
- 1965: The Pleasure Girls jako Sally
- 1966: Wyścig z wiatrem (Run with the Wind) jako Jean Parker
- 1970: Dziewczyna z laską (The Walking Stick) jako Arabella Dainton
- 1970: Śnieżni piraci (The Sky Pirate) jako rozdrażniona dziewczyna
- 1971: Tragedia Makbeta (The Tragedy of Macbeth) jako lady Makbet
- 1973: Penny Gold jako Delphi/Diane
- 1974: Sign It Death jako Tracy Conway
- 1983: Krull jako Elspeth
- 1984: Diuna (Dune) jako lady Jessica
- 1986: El Río de oro jako Dubarry
- 1986: Zakazana miłość (Under the Cherry Moon) jako pani Wellington
- 1990: Romeo-Julia (Romeo-Juliet) jako Julia (głos)
- 1999: Oniegin (Onegin) jako Katiusza
- 1999: Czas zapłaty (The Debt collector) jako Val Dryden
- 1999: Mleko (Milk) jako Harriet
- 2004: Rozpustnik (The Libertine) jako hrabina
- 2005: Revolver jako Lily Walker

### Filmy TV
- 1964: The Mate Market jako Ann
- 1965: Alexander Graham Bell jako Mabel Hubbard
- 1973: A Pin to See the Peepshow jako Julia Almond
- 1978: The Comedy of Errors jako Luciana
- 1980: Why Didn't They Ask Evans? jako lady Frances Derwent
- 1982: The Secret Adversary jako Tuppence Cowley
- 1982: Comming Out of the Ice jako Galina
- 1985: The Maze jako Catherine Frode
- 1991: Absolute Hell jako Elizabeth Collier
- 1992: Weep No More, My Lady jako Leila
- 1993: A Haunting Harmony
- 1994: Headhunters jako Sally Hall
- 1994: Działo zagłady (Doomsday Gun) jako Sophie
- 1998: Reckless: The Movie jako Anna Fairley
- 1998: Deadly Summer jako Celia Harcourt
- 2000: Deceit jako Ellen Richmond
- 2002: Copenhagen jako Margrethe Bohr
- 2007: Marple: At Bertram's Hotel jako lady Selina Hazy

### Seriale
- 1962: Sir Francis Drake jako Mariella
- 1963: Suspense jako Ann
- 1964: Tajemniczy agent (Danger Man) jako Judy
- 1964: Comedy Playhouse jako Ann
- 1965: Tajemniczy agent (Danger Man) jako Sheila Sutherland
- 1966: Święty (The Saint) jako Maria
- 1967: Play of the Month – Girls in Uniform
- 1967: Great Expectations jako Estella
- 1973: Great Mysteries jako Nicole Zachary
- 1974: Play of the Month – The Wood Demon
- 1974: Thriller jako Tracy Conway
- 1975: Madame Bovary jako Emma Bovary
- 1975: Edward VII (Edward the King) jako Lily Langtry
- 1977: Play for Today jako Kate
- 1978: Lillie jako Lillie Langtry
- 1983–84: Agatha Christie's Partners in Crime jako Tuppence Beresford
- 1985: Magnum (Magnum P.I.) jako Penelope St. Clair
- 1986: Inside Story jako Paula Croxley
- 1987: Tylko Manhattan (I'll Take Manhattan) jako Lily Amberville
- 1988: Onassis – najbogatszy człowiek świata (Onassis: The Richest Man in the World) jako Jacqueline Kennedy
- 1991: The Gravy Train Goes East jako Katya Princip
- 1991: Parnell & the Englishwoman jako Katharine O’Shea
- 1993: Between the Lines jako Angela Berridge
- 1996: Opowieści z krypty (Tales from the Crypt) jako Sharon
- 1996: Dalziel and Pascoe: An Autumn Shroud jako Bonnie Fielding
- 1998: Reckless jako Anna Fairley
- 1999: Wives and Daughters (Żony i córki) jako Claire Gibson
- 2005: Jerycho (Jericho) jako lady Clare Wellesley
- 2006: Jane Eyre jako lady Ingram